# Tessellate
"Tessellate" je skladba britského alternativního indie popového kvartetu Alt-J (∆) z jejich debutového alba z roku 2012 s názvem An Awesome Wave. Vyšla 13. července 2012 jako 3. singl z alba. Autory skladby jsou Joe Newman, Gus Unger-Hamilton, Gwilym Sainsbury a Thom Green, producentem se stal Charlie Andrew.

## Hudební videoklip
Hudební video k písni "Tessellate" vyšlo 9. července 2012 o celkové délce tří minut a osmi sekund. Videoklip je uměleckou reprodukcí slavného díla Athénská škola od Raffaela, užívající postavy z 21. století z nižšího sociálně-ekonomického statusu v pokoji, podobnému pozadí onoho díla.

## Seznam skladeb
| Digitální stažení | Digitální stažení                         | Digitální stažení |
| Pořadí            | Název                                     | Délka             |
| ----------------- | ----------------------------------------- | ----------------- |
| 1.                | Tessellate                                | 3:02              |
| 2.                | Tessellate (živý záznam z African Centre) | 4:26              |
| 3.                | Tessellate (Dam Mantle Remix)             | 6:17              |
| 4.                | Tessellate (Anstam Remix)                 | 3:58              |
| 5.                | Tessellate (Marlais Remix)                | 3:53              |

## Hitparády
| Hitparáda (2012)                         | Nejvyšší pozice |
| ---------------------------------------- | --------------- |
| UK Singles (The Official Charts Company) | 120             |
| UK indie                                 | 6               |